# Gourara
Il Gourara è una regione dell'Algeria centromeridionale compresa nella provincia (wilaya) di Adrar, caratterizzata dalla presenza di una serie di oasi. La regione è circondata dal Grande Erg Occidentale (a nord), dal Twat e Saura (ad ovest) e dall'altopiano di Tadmait (a sud e ad est) - vasta distesa pianeggiante che lo separa dal pietroso Tidikelt (a sud). Come il Tuat e il Tidikelt (provincia di Ain Salah), questa regione utilizza un sistema di irrigazione basato sulle foggara (canali sotterranei per la captazione delle acque di falda e di infiltrazione). 
Il capoluogo del Gourara è Timimoun. Nella città, così come nelle altre oasi della regione, la lingua berbera Zenata è ancora parlata dai suoi abitanti.

## Città e località del Gourara
Timimoun, Aougrout, Ajdir, Tinerkouk, Ouled Said, Charouine, M'guiden